# Franciscus Accursius (1225-1293)
Pour les articles homonymes, voir Accurse.
Franciscus Accursius (en italien Francesco d'Accorso), né en 1225 et mort en 1293, est un jurisconsulte italien. Il ne doit pas être confondu avec son père Accursius.

## Biographie
Fils du célèbre glossateur Accursius, Franciscus Accursius enseigne le droit à l'université de Bologne et conseille les dirigeants du nord de l'Italie, notamment ceux de Florence.
Il attire l'attention d'Edouard Ier, qui l'invite en Angleterre en 1273, et dont il est le secrétaire jusqu'en 1281. En tant que tel, il assiste au Conseil du roi et, semble-t-il, prend part aux débats. Le roi accord visiblement une grande valeur à ses conseils, puisqu'il reçoit le traitement considérable de 100 livres par an, le revenu d'un manoir au moins et des présents réguliers.

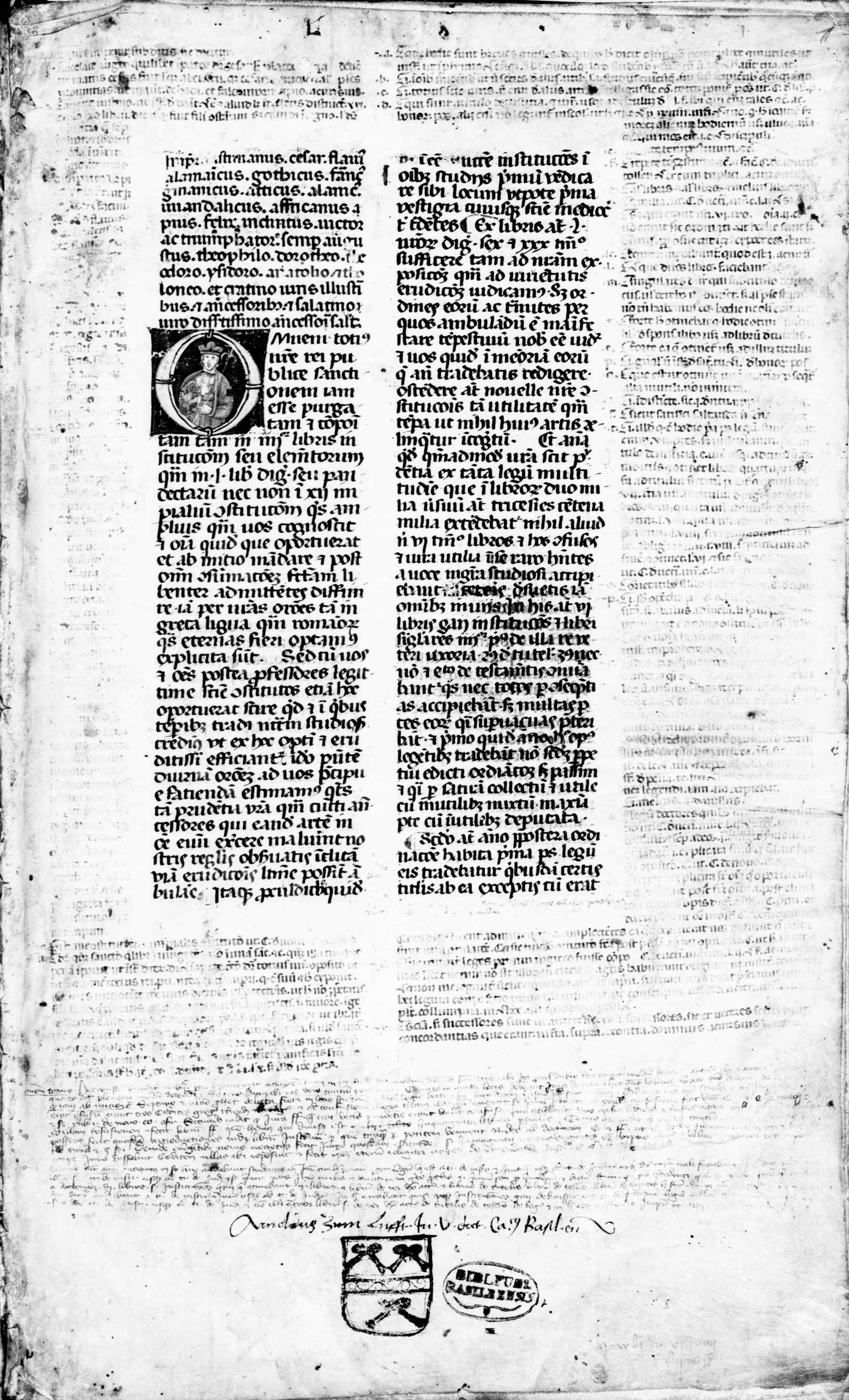
Additiones ad Digestum vetus

Il remplit également des missions à l'étranger : en 1278, il délivre une harangue (arenga) au pape Nicolas III sous forme de sermon sur les versets 8:4-7 du premier livre des Rois — Israël (l'Angleterre) demande à Samuel (le pape) de lui donner un roi (un nouvel archevêque de Cantorbéry, le siège étant vacant après la nomination de Robert Kilwardby comme cardinal-archevêque de Porto-Santa Rufina). Il est possible, mais non certain, qu'Accursius ait enseigné à l'université d'Oxford.
Il a écrit plusieurs ouvrages, dont le principal est une Grande Glose sur le droit. Dante le place dans son Enfer aux côtés des « sodomites » (XV, 110). Il est nommé par Nicolas Boileau dans son Lutrin.